# Маттейс Бюхлі
Маттейс Бюхлі (нід. Matthijs Büchli, нар. 13 грудня 1992, Гарлем, Нідерланди) — нідерландський велогонщик, олімпійський чемпіон 2020 року, срібний призер Олімпійських ігор 2016 року.

## Виступи на Олімпіадах
| Олімпіада           | Дисципліна       | Місце |
| ------------------- | ---------------- | ----- |
| Ріо-де-Жанейро 2016 | кейрін           | 2     |
| Ріо-де-Жанейро 2016 | командний спринт | 6     |
| Токіо 2020          | кейрін           | 19    |
| Токіо 2020          | командний спринт | 1     |